# Anelytra styliana
Anelytra styliana är en insektsart som beskrevs av Sigfrid Ingrisch 1998. Anelytra styliana ingår i släktet Anelytra och familjen vårtbitare. Inga underarter finns listade i Catalogue of Life.